# Flandern runt
Flandern runt (nederländska: Ronde van Vlaanderen) är en klassisk cykeltävling som avgörs i Flandern, Belgien under tidig vår (vanligtvis första söndagen i april). Det är ett av de fem så kallade Monumenten och loppet karakteriseras av korta men branta backar som ofta är belagda med gatsten. Loppet är en av två klassiker som går på gatstensbelagda vägar. Det andra är Paris–Roubaix, som alltid går exakt en vecka efter Flandern runt. Loppet anses av flamländare som säsongens viktigaste lopp. År 1997 vanns loppet av Rolf Sørensen från Danmark som förste nordbo. Loppet brukar kallas Vlaanderens mooiste, eller Flanderns vackraste.

## Historia
Flandern runt startades år 1913 (två veckor före påsk) av Karel Van Wynendaele (1882–1961). Wynendaele och hans tidning Sportwereld ville ha en flamländsk rival till Liège–Bastogne–Liège i söder. På den här tiden var gatstenen mycket sämre än vad den är idag, så cyklisterna höll sig i gruset vid sidan av vägen när de tog sig fram genom det blåsiga landskapet. När det första loppet kördes år 1913 mätte det 330 km, men loppet blev ingen succé de första åren. Enbart 37 cyklister deltog första året och bara 10 stycken i den andra upplagan. Under första världskriget kunde loppet inte arrangeras, men det återupptogs 1919 med fortfarande lika dålig uppslutning av tävlande. Däremot började sponsorernas intresse successivt att öka och 1923 blev Heiri Suter från Schweiz den förste utlänningen att vinna loppet. Flera andra cykellopp arrangerades vid den här tiden i Belgien utan framgång, men Flandern runt överlevde tack vare tålamodet hos arrangörerna.

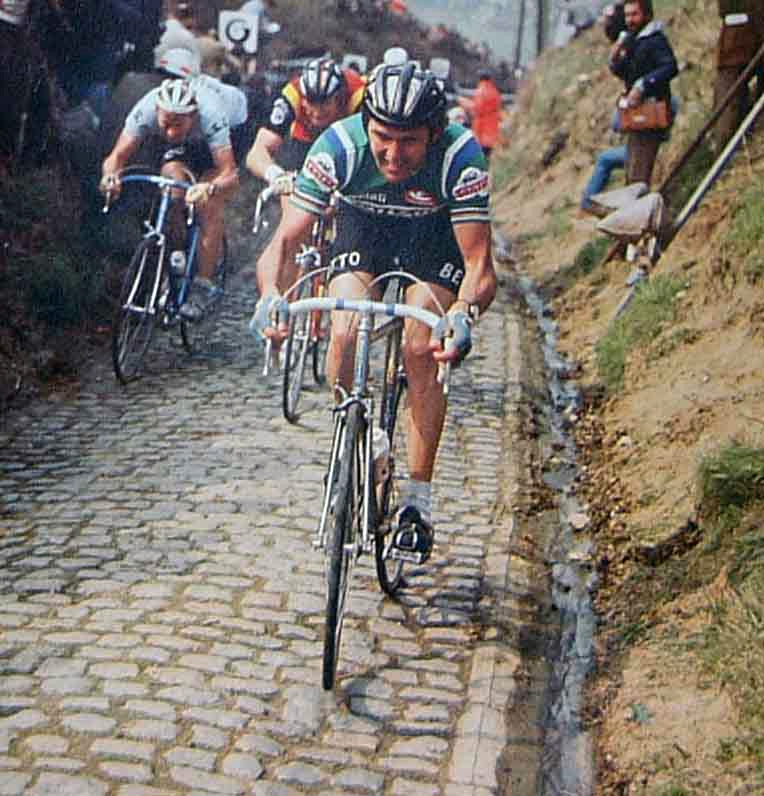
Belgaren Roger De Vlaeminck kämpar sig uppför det mytomspunna Koppenberg.

Under 1920– och 1930-talen blev Flandern runt väldigt populärt i flera länder. Från början kördes loppet två veckor före påsk, men flyttades senare fram en vecka för att inte konkurrera med Milano-Sanremo och hamnade nu precis före Paris–Roubaix.
Efter andra världskriget började vägarna att asfalteras, men det karakteristiska med belgiska cykellopp har alltid varit partierna med gatsten och Van Wynendaele ville inte se det klassiska loppet avgöras i en klungspurt, så han började leta upp småvägar som ännu inte asfalterats. De flesta av dessa vägar låg i backar som var så branta att bara traktorer kunde ta sig fram och ju fler traktorer och maskiner som körde i backarna desto sämre blev vägarna; sådana branta backar var precis det som publiken ville ha. I Koppenberg var vägen så brant att cyklisterna fick stiga av och gå upp mellan 1976 och 1987, men när Jesper Skibby föll och hans bakhjul blev överkört av en av organisationens bilar, beslöt man att inte använda backen mer. Koppenberg återinfördes 2003 när gatstenen hade lagts om.
Flandern runt förknippas ofta med dåligt väder. Emellertid har faktiskt bara 30 procent av loppen körts i regn, men de har å andra sidan blivit de mest minnesvärda. Då Fiorenzo Magni vann 1950 och 1951 var vädret hemskt och Eddy Merckxs solokörning i 70 km år 1969 är ännu mer klassisk.

## Backar

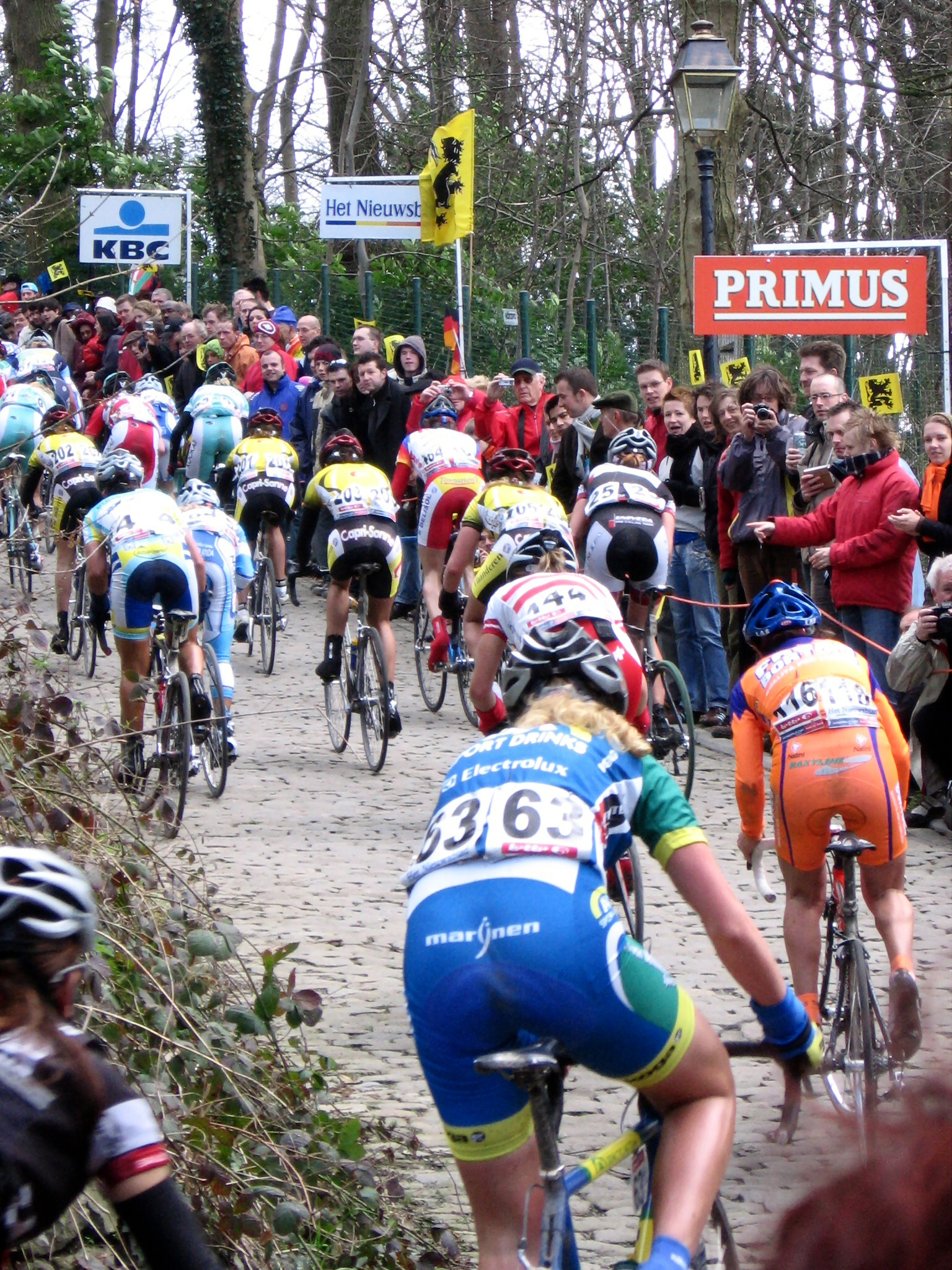
Uppför Muur van Geraardsbergen i damernas Flandern runt 2006.

Följande backar ingick i Flandern runt år 2006.
| Namn             | Längd  | Snittlutning | Maxlutning | Kvar till mål | Gatsten                           |
| ---------------- | ------ | ------------ | ---------- | ------------- | --------------------------------- |
| Molenberg        | 463 m  | 7 %          | 14,2 %     | 113 km        | Ja                                |
| Wolvenberg       | 666 m  | 6,8 %        | 17,3 %     | 103 km        | Nej                               |
| Oude Kwaremont   | 2200 m | 4,2 %        | 11 %       | 84 km         | 600 m asfalt, 1600 m gatsten      |
| Paterberg        | 400 m  | 12,5 %       | 20 %       | 80 km         | Ja                                |
| Koppenberg       | 600 m  | 11,6 %       | 22 %       | 73 km         | 120 m asfalt, 430 m gatsten       |
| Steenbeekdries   | 820 m  | 7,6 %        | 12,8 %     | 68 km         | Ja                                |
| Taaienberg       | 800 m  | 7,1 %        | 18 %       | 66 km         | Ja                                |
| Eikenberg        | 1200 m | 5 %          | 11 %       | 61 km         | Ja                                |
| Boigneberg       | 1050 m | 5,2 %        | 12,4 %     | 57 km         | Nej                               |
| Foreest          | 680 m  | 8,4 %        | 12,9 %     | 50 km         | Nej                               |
| Steenberg        | 820 m  | 7,6 %        | 12,8 %     | 47 km         | Nej                               |
| Leberg           | 700 m  | 6,1 %        | 14 %       | 42 km         | Nej                               |
| Berendries       | 900 m  | 7,2 %        | 14 %       | 37 km         | Nej                               |
| Valkenberg       | 875 m  | 6,1 %        | 12,8 %     | 32 km         | Nej                               |
| Tenbosse         | 450 m  | 6,9 %        | 8,7 %      | 26 km         | Nej                               |
| Muur - Kapelmuur | 1000 m | 9,2 %        | 20 %       | 16 km         | Ja                                |
| Bosberg          | 1350 m | 5 %          | 11 %       | 12 km         | Cirka 850 m asfalt, 500 m gatsten |

## Vinnare

### Elit, herrar[2]
| År                                                | Vinnare              | Tvåa                   | Trea                       |
| ------------------------------------------------- | -------------------- | ---------------------- | -------------------------- |
| 1913                                              | Paul Deman           | Joseph Van Daele       | Victor Doms                |
| 1914                                              | Marcel Buysse        | Henri Van Lerberghe    | Pierre Van De Velde        |
| \| 1915–1918 \| ej avhållet (första världskriget) |                      |                        |                            |
| 1919                                              | Henri Van Lerberghe  | Léon Buysse            | Jules Vanhevel             |
| 1920                                              | Jules Vanhevel       | Albert Dejonghe        | Alfons Van Hecke           |
| 1921                                              | René Vermandel       | Jules Vanhevel         | Louis Budts                |
| 1922                                              | Léon Devos           | Jean Brunier           | Francis Pélissier          |
| 1923                                              | Heiri Suter          | Charles Deruyter       | Albert Dejonghe            |
| 1924                                              | Gerard Debaets       | René Vermandel         | Félix Sellier              |
| 1925                                              | Julien Delbecque     | Joseph Pe              | Hector Martin              |
| 1926                                              | Denis Verschueren    | Gustaaf Van Slembrouck | Raymond De Corte           |
| 1927                                              | Gerard Debaets       | Gustaaf Van Slembrouck | Maurice De Waele           |
| 1928                                              | Jan Mertens          | August Mortelmans      | Louis De Lannoy            |
| 1929                                              | Jef Dervaes          | Georges Ronsse         | Alfred Hamerlinck          |
| 1930                                              | Frans Bonduel        | Aimé Dossche           | Émile Joly                 |
| 1931                                              | Romain Gijssels      | Cesar Bogaert          | Jean Aerts                 |
| 1932                                              | Romain Gijssels      | Alfons Deloor          | Alfred Hamerlinck          |
| 1933                                              | Alfons Schepers      | Léon Tommies           | Romain Gijssels            |
| 1934                                              | Gaston Rebry         | Alfons Schepers        | Félicien Vervaecke         |
| 1935                                              | Louis Duerloo        | Eloi Meulenberg        | Corneille Leemans          |
| 1936                                              | Louis Hardiquest     | Edgard De Caluwé       | François Neuville          |
| 1937                                              | Michel D'Hooghe      | Hubert Deltour         | Louis Hardiquest           |
| 1938                                              | Edgard De Caluwé     | Sylvère Maes           | Marcel Kint                |
| 1939                                              | Karel Kaers          | Romain Maes            | Edward Vissers             |
| 1940                                              | Achiel Buysse        | Georges Christiaens    | Briek Schotte              |
| 1941                                              | Achiel Buysse        | Gustave Van Overloop   | Odiel Van Den Meersschaut  |
| 1942                                              | Briek Schotte        | Georges Claes          | Robert Van Eenaeme         |
| 1943                                              | Achiel Buysse        | Albert Sercu           | Camille Beeckman           |
| 1944                                              | Rik Van Steenbergen  | Briek Schotte          | Jef Moerenhout             |
| 1945                                              | Sylvain Grysolle     | Albert Sercu           | Jef Moerenhout             |
| 1946                                              | Rik Van Steenbergen  | Louis Thiétard         | Briek Schotte              |
| 1947                                              | Emiel Faignaert      | Roger Desmet           | Rik Renders                |
| 1948                                              | Briek Schotte        | Albert Ramon           | Marcel Rijckaert           |
| 1949                                              | Fiorenzo Magni       | Valère Ollivier        | Briek Schotte              |
| 1950                                              | Fiorenzo Magni       | Briek Schotte          | Louis Caput                |
| 1951                                              | Fiorenzo Magni       | Bernard Gauthier       | Attilio Redolfi            |
| 1952                                              | Roger Decock         | Loretto Petrucci       | Briek Schotte              |
| 1953                                              | Wim van Est          | Désiré Keteleer        | Bernard Gauthier           |
| 1954                                              | Raymond Impanis      | François Mahé          | Alfons Van den Brande      |
| 1955                                              | Louison Bobet        | Hugo Koblet            | Rik Van Steenbergen        |
| 1956                                              | Jean Forestier       | Stan Ockers            | Leon Van Daele             |
| 1957                                              | Fred De Bruyne       | Jef Planckaert         | Norbert Kerckhove          |
| 1958                                              | Germain Derycke      | Willy Truye            | Angelo Conterno            |
| 1959                                              | Rik Van Looy         | Frans Schoubben        | Gilbert Desmet             |
| 1960                                              | Arthur Decabooter    | Jean Graczyk           | Rik Van Looy               |
| 1961                                              | Tom Simpson          | Nino Defilippis        | Jo de Haan                 |
| 1962                                              | Rik Van Looy         | Michel Van Aerde       | Norbert Kerckhove          |
| 1963                                              | Noël Foré            | Frans Melckenbeeck     | Tom Simpson                |
| 1964                                              | Rudi Altig           | Benoni Beheyt          | Jo de Roo                  |
| 1965                                              | Jo de Roo            | Edward Sels            | Georges Van Coningsloo     |
| 1966                                              | Edward Sels          | Adriano Durante        | Georges Vandenberghe       |
| 1967                                              | Dino Zandegù         | Noël Foré              | Eddy Merckx                |
| 1968                                              | Walter Godefroot     | Rudi Altig             | Jan Janssen                |
| 1969                                              | Eddy Merckx          | Felice Gimondi         | Marino Basso               |
| 1970                                              | Eric Leman           | Walter Godefroot       | Eddy Merckx                |
| 1971                                              | Evert Dolman         | Frans Kerremans        | Cyrille Guimard            |
| 1972                                              | Eric Leman           | André Dierickx         | Frans Verbeeck             |
| 1973                                              | Eric Leman           | Freddy Maertens        | Eddy Merckx                |
| 1974                                              | Cees Bal             | Frans Verbeeck         | Eddy Merckx                |
| 1975                                              | Eddy Merckx          | Frans Verbeeck         | Marc Demeyer               |
| 1976                                              | Walter Planckaert    | Francesco Moser        | Marc Demeyer               |
| 1977                                              | Roger De Vlaeminck   | Walter Godefroot       | Jan Raas                   |
| 1978                                              | Walter Godefroot     | Michel Pollentier      | Gregor Braun               |
| 1979                                              | Jan Raas             | Marc Demeyer           | Daniel Willems             |
| 1980                                              | Michel Pollentier    | Francesco Moser        | Jan Raas                   |
| 1981                                              | Hennie Kuiper        | Frits Pirard           | Jan Raas                   |
| 1982                                              | René Martens         | Eddy Planckaert        | Rudy Pevenage              |
| 1983                                              | Jan Raas             | Ludo Peeters           | Marc Sergeant              |
| 1984                                              | Johan Lammerts       | Sean Kelly             | Jean-Luc Vandenbroucke     |
| 1985                                              | Eric Vanderaerden    | Phil Anderson          | Hennie Kuiper              |
| 1986                                              | Adri van der Poel    | Sean Kelly             | Jean-Philippe Vandenbrande |
| 1987                                              | Claude Criquielion   | Sean Kelly             | Eric Vanderaerden          |
| 1988                                              | Eddy Planckaert      | Phil Anderson          | Adri van der Poel          |
| 1989                                              | Edwig Van Hooydonck  | Herman Frison          | Dag Otto Lauritzen         |
| 1990                                              | Moreno Argentin      | Rudy Dhaenens          | John Talen                 |
| 1991                                              | Edwig Van Hooydonck  | Johan Museeuw          | Rolf Sørensen              |
| 1992                                              | Jacky Durand         | Thomas Wegmüller       | Edwig Van Hooydonck        |
| 1993                                              | Johan Museeuw        | Frans Maassen          | Dario Bottaro              |
| 1994                                              | Gianni Bugno         | Johan Museeuw          | Andrei Tchmil              |
| 1995                                              | Johan Museeuw        | Fabio Baldato          | Andrei Tchmil              |
| 1996                                              | Michele Bartoli      | Fabio Baldato          | Johan Museeuw              |
| 1997                                              | Rolf Sørensen        | Frédéric Moncassin     | Franco Ballerini           |
| 1998                                              | Johan Museeuw        | Stefano Zanini         | Andrei Tchmil              |
| 1999                                              | Peter Van Petegem    | Frank Vandenbroucke    | Johan Museeuw              |
| 2000                                              | Andrei Tchmil        | Dario Pieri            | Romāns Vainšteins          |
| 2001                                              | Gianluca Bortolami   | Erik Dekker            | Denis Zanette              |
| 2002                                              | Andrea Tafi          | Johan Museeuw          | Peter Van Petegem          |
| 2003                                              | Peter Van Petegem    | Frank Vandenbroucke    | Stuart O'Grady             |
| 2004                                              | Steffen Wesemann     | Leif Hoste             | Dave Bruylandts            |
| 2005                                              | Tom Boonen           | Andreas Klier          | Peter Van Petegem          |
| 2006                                              | Tom Boonen           | Leif Hoste             | George Hincapie            |
| 2007                                              | Alessandro Ballan    | Leif Hoste             | Luca Paolini               |
| 2008                                              | Stijn Devolder       | Nick Nuyens            | Juan Antonio Flecha        |
| 2009                                              | Stijn Devolder       | Heinrich Haussler      | Philippe Gilbert           |
| 2010                                              | Fabian Cancellara    | Tom Boonen             | Philippe Gilbert           |
| 2011                                              | Nick Nuyens          | Sylvain Chavanel       | Fabian Cancellara          |
| 2012                                              | Tom Boonen           | Filippo Pozzato        | Alessandro Ballan          |
| 2013                                              | Fabian Cancellara    | Peter Sagan            | Jürgen Roelandts           |
| 2014                                              | Fabian Cancellara    | Greg Van Avermaet      | Sep Vanmarcke              |
| 2015                                              | Alexander Kristoff   | Niki Terpstra          | Greg Van Avermaet          |
| 2016                                              | Peter Sagan          | Fabian Cancellara      | Sep Vanmarcke              |
| 2017                                              | Philippe Gilbert     | Greg Van Avermaet      | Niki Terpstra              |
| 2018                                              | Niki Terpstra        | Mads Pedersen          | Philippe Gilbert           |
| 2019                                              | Alberto Bettiol      | Kasper Asgreen         | Alexander Kristoff         |
| 2020                                              | Mathieu van der Poel | Wout van Aert          | Alexander Kristoff         |
| 2021                                              | Kasper Asgreen       | Mathieu van der Poel   | Greg Van Avermaet          |
| 2022                                              | Mathieu van der Poel | Dylan van Baarle       | Valentin Madouas           |
| 2023                                              | Tadej Pogačar        | Mathieu van der Poel   | Mads Pedersen              |
| 2024                                              | Mathieu van der Poel | Luca Mozzato           | Nils Politt                |
| 2025                                              | Tadej Pogačar        | Mads Pedersen          | Mathieu van der Poel       |
| 1915–1918                                         |                      |                        |                            |

### Elit, damer
Tour des Flandres féminin är en cykeltävling för professionella damcyklister. Tävlingen tillhörde världscupen för damer och var den tredje deltävlingen. 2016 ombildades och utökades världscupen till UCI Women's World Tour och loppet följde med. Tävlingen hålls samma dag som Flandern runt för herrar.
| År   | Vinnare                     | Tvåa                 | Trea                        |
| ---- | --------------------------- | -------------------- | --------------------------- |
| 2004 | Zulfia Zabirova             | Trixi Worrack        | Leontien van Moorsel        |
| 2005 | Mirjam Melchers             | Susanne Ljungskog    | Monia Baccaille             |
| 2006 | Mirjam Melchers             | Christiane Soeder    | Loes Gunnewijk              |
| 2007 | Nicole Cooke                | Zulfia Zabirova      | Marianne Vos                |
| 2008 | Judith Arndt                | Kristin Armstrong    | Kirsten Wild                |
| 2009 | Ina-Yoko Teutenberg         | Kirsten Wild         | Emma Johansson              |
| 2010 | Grace Verbeke               | Marianne Vos         | Kirsten Wild                |
| 2011 | Annemiek van Vleuten        | Tatjana Antosjina    | Marianne Vos                |
| 2012 | Judith Arndt                | Kristin Armstrong    | Joelle Numainville          |
| 2013 | Marianne Vos                | Ellen van Dijk       | Emma Johansson              |
| 2014 | Ellen van Dijk              | Lizzie Armitstead    | Emma Johansson              |
| 2015 | Elisa Longo Borghini        | Jolien D'Hoore       | Anna van der Breggen        |
| 2016 | Lizzie Armitstead           | Emma Johansson       | Chantal Blaak               |
| 2017 | Coryn Rivera                | Gracie Elvin         | Chantal Blaak               |
| 2018 | Anna van der Breggen        | Amy Pieters          | Annemiek van Vleuten        |
| 2019 | Marta Bastianelli           | Annemiek van Vleuten | Cecilie Uttrup Ludwig       |
| 2020 | Chantal van den Broek-Blaak | Amy Pieters          | Lotte Kopecky               |
| 2021 | Annemiek van Vleuten        | Lisa Brennauer       | Grace Brown                 |
| 2022 | Lotte Kopecky               | Annemiek van Vleuten | Chantal van den Broek-Blaak |
| 2023 | Lotte Kopecky               | Demi Vollering       | Elisa Longo Borghini        |
| 2024 | Elisa Longo Borghini        | Katarzyna Niewiadoma | Shirin van Anrooij          |
| 2025 |                             |                      |                             |

### U23
Ett lopp för U23 ersatte amatörklassen 1995 och hölls en vecka efter loppet för herrelit. Tävlingen ställdes in 2020 och 2021 på grund av coronapandemin och har sedan inte återupptagits.
| År   | Guld                    | Silver               | Brons               |
| 1996 | Ludovic Capelle         | Kris Matthijs        | Nico Strynckx       |
| 1997 | Ludovic Capelle         | Karel Vereecke       | Miquel van Kessel   |
| 1998 | Jürgen Guns             | Davy Daniels         | Andy Vidts          |
| 1999 | Kevin Hulsmans          | Stijn Devolder       | Wesley Theunis      |
| 2000 | Bobbie Traksel          | Frederik Willems     | Yoeri Beyens        |
| 2001 | Roy Sentjens            | Danny Pate           | Nick Nuyens         |
| 2002 | Nick Nuyens             | Wim De Vocht         | Michail Timošin     |
| 2003 | Wim De Vocht            | Rory Sutherland      | Will Frischkorn     |
| 2004 | Giovanni Visconti       | Claudio Corioni      | Elia Rigotto        |
| 2005 | Kenny Dehaes            | Sebastian Langeveld  | Nick Ingels         |
| 2006 | Kevyn Ista              | Thomas Berkhout      | Gil Suray           |
| 2007 | Alexandr Pliuschin      | Michael Mørkøv       | Sep Vanmarcke       |
| 2008 | Gatis Smukulis          | Jérôme Baugnies      | Jan Ghyselinck      |
| 2009 | Jan Ghyselinck          | Rasmus Guldhammer    | John Degenkolb      |
| 2010 | Marko Kump              | Michael Matthews     | Sven Vandousselaere |
| 2011 | Salvatore Puccio        | Toms Skujiņš         | Andžs Flaksis       |
| 2012 | Kenneth Vanbilsen       | Sean De Bie          | Kristian Sbaragli   |
| 2013 | Rick Zabel              | Dylan Groenewegen    | Magnus Cort Nielsen |
| 2014 | Dylan Groenewegen       | Kristoffer Skjerping | Tiesj Benoot        |
| 2015 | Alexander Edmondson     | Gianni Moscon        | Truls Engen Korsæth |
| 2016 | David Per               | Jonathan Dibben      | Corentin Ermenault  |
| 2017 | Edward Dunbar           | Jasper Philipsen     | Jérémy Lecroq       |
| 2018 | James Whelan            | Max Kanter           | Robert Stannard     |
| 2019 | Andreas Stokbro Nielsen | Cédric Beullens      | Jake Stewart        |

### Juniorer - herrar
Loppet hölls inledningsvis i juli/augusti, men flyttades 2017 till samma dag som loppen för herr- och damelit, men när det återupptogs 2022, efter att ha ställts in 2020 och 2021 på grund av coronapandemin, flyttades det till mitten av maj (där det året efter fick sällskap av ett lopp för damjuniorer).
| År   | Guld                  | Silver                | Brons                  |
| 1975 | Benjamin Vermeulen    | Patrick Pevenage      | Rudy Vermassen         |
| 1976 | Hugues Cosaert        | Chris Gelaude         | Benny Van der Auwera   |
| 1977 | Patrick Vermeulen     | Jan Wijnants          | Chris Capelle          |
| 1978 | Daniel Rossel         | Eddy De Bie           | Luc De Decker          |
| 1979 | Eric Vanderaerden     | Dirk De Wolf          | Tony De Ridder         |
| 1980 | Willy Boden           | Willy Van Nueten      | Eric Vanderaerden      |
| 1981 | Pino Cerami           | Roger Ilegems         | Dirk Van Verre         |
| 1982 | Ludwig Van Tittelboom | Ludo Giesberts        | Herman Iemants         |
| 1983 | Jan Mattheus          | Alain Lefever         | Pascal Van der Vorst   |
| 1984 | Kurt Van Keirsbulck   | Didier De Witte       | Marc Brock             |
| 1985 | Luc Van Parijs        | Patrick De Feyter     | Yves Van Steenwinckel  |
| 1986 | Luc Heuvelmans        | Nico Vanmarcke        | Bart Heirewegh         |
| 1987 | Carl Roes             | Frank Corvers         | Igor Van den Berghe    |
| 1988 | Claude De Bodt        | Werner Van Rompaey    | Wim Vervoort           |
| 1989 | Jo Planckaert         | Hans De Meester       | Stefan Sels            |
| 1990 | Hendrik Van Dijck     | Kurt Van de Wouwer    | Frédéric Demarcin      |
| 1991 | Koen Dierickx         | Luc Rooms             | Michel Nijs            |
| 1992 | Geert Verdeyen        | Andy Cabor            | Dimitri Bral           |
| 1993 | Wilfried Cretskens    | Bart De Ceuster       | Bas van Hest           |
| 1994 | Dieter Verleyen       | Chris Pollin          | Kristof Trouvé         |
| 1995 | Wesley Theunis        | Bart Dhaene           | Christophe Vercauteren |
| 1996 | Stijn Devolder        | Kristof Van Gestel    | Koen Scherre           |
| 1997 | Stijn Devolder        | Bart Mariën           | Kristof Gryson         |
| 1998 | Jurgen Van Goolen     | Nick Nuyens           | Karel Bontinck         |
| 1999 | Bill Vandererven      | Wim De Vocht          | Bart Dockx             |
| 2000 | Kevin Neirynck        | Jurgen Van den Broeck | Davy Metten            |
| 2001 | Johnny Hoogerland     | Kor Steenbergen       | Jurgen Beeckman        |
| 2002 | Tom Stamsnijder       | Joost van Leijen      | Erik Verstegen         |
| 2003 | Erwin Roemans         | Kenny De Ketele       | Tim Vermeersch         |
| 2004 | Michiel Van Aelbroeck | Steven Van Vooren     | Nikolas Maes           |
| 2005 | Jan Ghyselinck        | Frederiek Nolf        | Jasper Rasschaert      |
| 2006 | Sven Vandousselaere   | Boy van Poppel        | Gregory Joseph         |
| 2007 | Jens Debusschere      | Julien Vermote        | Eliot Lietaer          |
| 2008 | Thomas Debrabandere   | Thomas Op de Beeck    | Dries Beatse           |
| 2009 | Joeri Stallaert       | Raf Dehaes            | Cédric Callebaut       |
| 2010 | Jef Van Meirhaeghe    | Bert Van Lerberghe    | Alexander Maes         |
| 2011 | Martijn Degreve       | Florian Sénéchal      | Paco Ghistelinck       |
| 2012 | Ricardo van Dongen    | Dieter Verwilst       | Nathan Van Hooydonck   |
| 2013 | Jenthe Biermans       | Miguel Bryon          | Charlie Arimont        |
| 2014 | Aaron Verwilst        | Jan Maas              | Wiebren Plovie         |
| 2015 | Pavel Sivakov         | Aaron Verwilst        | Thomas Vereecken       |
| 2016 | Timo de Jong          | Davide Ferrari        | Michele Gazzoli        |
| 2017 | Maikel Zijlaard       | Michele Gazzoli       | Davide Bomboi          |
| 2018 | Daniel Årnes          | Adne Koster           | Vincent Van Hemelen    |
| 2019 | William Blume Levy    | Tobias Lund           | Antonin Corvaisier     |
| 2020 | inställt              | inställt              | inställt               |
| 2021 | inställt              | inställt              | inställt               |
| 2022 | Romet Pajur           | Menno Huising         | Noa Isidore            |
| 2023 | Jarno Widar           | Daniel Weis           | Cedric Keppens         |
| 2024 | Aless De Bock         | Magnus Carstensen     | Senna Remijn           |

### Juniorer - damer
Loppet körs i mitten av maj på samma dag som loppet för herrjuniorer.
| År   | Guld         | Silver              | Brons             |
| 2023 | Cat Ferguson | Federica Venturelli | Célia Gery        |
| 2024 | Célia Gery   | Cat Ferguson        | Alexandra Volstad |